# 郭振華 (1953年)
郭振華，SBS，BBS，MH，JP（1953年—），香港經濟民生聯盟成員，現任能源咨詢委員會主席。曾任深水埗民選區議員（又一村）及深水埗區議會主席。畢業於國立成功大學化學系。
1991年至1994年及1997年至2007年，獲政府委任為深水埗區議員。2007年香港區議會選舉時，首次參加直選，在又一村當選。2011年區議會選舉，成功連任。2015年香港區議會選舉，因健康問題不再競逐連任。
2017年出任香港工業總會主席。